# Robinsonia klagesi
Robinsonia klagesi är en fjärilsart som beskrevs av Rothschild 1910. Robinsonia klagesi ingår i släktet Robinsonia och familjen björnspinnare. Inga underarter finns listade.